# Націоналізація
Націоналіза́ція — процес переходу приватної власності до державної. Держава проводить заходи націоналізації найчастіше, коли хоче контролювати фінансові потоки та вручну керувати фінансовою системою держави.
Політика переведення промисловості і сфери послуг країни в суспільну власність. Проводилася, наприклад, урядом лейбористів в Англії в 1945—1951 роках. Рахунки, які знаходяться під контролем іноземних держав або компаній, також можуть бути націоналізовані, наприклад, нафтова промисловість Ірану, були націоналізовані Суецький канал, фруктові плантації в Гватемалі, які належали США, усе — в 1950-х. В Україні найбільш гучними подібними справами свого часу були зокрема націоналізація двух банків ПриватБанк та Sense Bank.
Типовим економічним антагоністом націоналізації є приватизація.